# 전제군주제
전제군주제(專制君主制, despotic monarchy)는 정부 형태의 하나로서, 독재적인 통치자가 법률과 반대파의 의견과 무관하게 나라와 국민을 제약없이 통치하는 체제이다. 
전제군주제 국가는 태어날 때부터 많은 통치 교육과 훈련을 받은 군주에 전적으로 의지한다.
이론적으로 전제 군주는 부르주아, 기술자와 귀족 계급, 때때로 성직자까지 포함해서 거느리는 절대적인 권력을 갖지만, 현실적으로는 군주가 일부 제한된 권력을 누리도록 제한되곤 한다.
유럽에서는 16~18세기의 전제군주제를 따로 절대군주제(Absolute monarchy) 또는 절대왕정이라고 부른다.

## 역사
전제군주제에 대한 논의는 중세 후기의 봉건제로부터 시작되었다. 당시 군주는 귀족의 수장에 가까웠다. 중앙집권 체제의 강화와 값비싼 대포 화력에 기반한 군대가 완성되면서, 군주의 힘은 점차 강해졌다. 이를 바탕으로 전제군주제를 위한 이론이 만들어졌다. 전제주의 세력은 그들의 입장을 정당화하기 위해 왕권신수설과 왕족의 혈통을 옹호하였다.
17세기에는, 전제군주제를 완성하려는 영국 군주의 노력이 의회와의 꾸준한 충돌을 빚었으며, 결국 전제 왕권을 잃게 되었다(청교도 혁명, 명예 혁명 참고).
프랑스에서는 군주의 권력을 집중하여 의회와 귀족을 밀어내는 데 성공했다. 전제군주제의 대표적인 예가 루이 14세이다. 계몽운동 시기에 전제군주제는 일부 학자에 의해 계몽 전제주의의 형태로 지원을 받았다. 프로이센(지금의 독일)의 프리드리히 1세 또한 계몽 전제주의의 형태로 절대왕정을 성립하였다. 계몽 전제주의는 나폴레옹의 몰락으로 힘을 잃게 되었으나, 러시아 황제(차르)는 1917년에 러시아 혁명이 일어날 때까지 왕권신수설을 계속 신봉했다.
전제군주제에 대한 지지는 프랑스 혁명과 미국 혁명(미국독립전쟁) 이후로 사실상 끝이 났으며,국민주권론에 기반한 정부에 대한 논의가 형성되었다.

## 현재 전제군주국 목록
- 브루나이
- 사우디아라비아
- 오만
- 에스와티니
- 통가
- 아랍에미리트

## 같이 보기
- 전제 정치
- 절대주의
- 세습군주제
- 선거군주제